# 糠手姫皇女
糠手姫皇女（ぬかでひめのひめみこ、生年不詳 - 天智天皇3年（664年）6月）は、古墳時代末期から飛鳥時代にかけての皇族。『日本書紀』では他に田村皇女、嶋皇祖母命（しまのすめみおやのみこと）、『古事記』では宝王、糠代比売王と表記されている。押坂彦人大兄皇子の妃。舒明天皇の母。父は第30代敏達天皇、母は伊勢大鹿首小熊の女。同母姉妹には太姫皇女がいる。

## 生涯
590年前後頃に異母兄の押坂彦人大兄皇子と結婚。593年（推古天皇元年）頃に田村皇子（後の舒明天皇）、その後も中津王・多良王を儲けた。夫の押坂彦人大兄皇子は敏達天皇の第一皇子だったが、蘇我氏が勢威を振るっていた中、王位につけないまま死去した。
『日本書紀』によれば、額田部皇女（推古天皇）の代において、その従兄弟にあたる厩戸皇子（聖徳太子）が皇太子・摂政として天皇を助けていた。そのため、長男の田村皇子には王位継承の可能性はなかったが、田村皇子が蘇我馬子の娘・法提郎女と結婚し古人大兄皇子を儲けたこと、厩戸皇子が先に死去したことなどもあり、明確な後継者の指定はされなかったものの、蘇我氏の力を背景に629年（舒明天皇元年）に即位（舒明天皇）し、糠手姫皇女は天皇の母となった。
641年（舒明天皇13年）に舒明天皇は崩御。その跡は山背大兄王や古人大兄皇子の異母弟の葛城皇子（中大兄皇子、後の天智天皇）など競争相手がいたためか、義理の孫・姪孫でもある舒明天皇の皇后・宝皇女（押坂彦人大兄皇子の孫娘）が即位（皇極天皇、後の斉明天皇）した。しかし、645年（皇極天皇4年）に乙巳の変で蘇我蝦夷・蘇我入鹿親子が滅ぼされ、彼らに擁立されていた古人大兄皇子もクーデターの首謀者だった葛城皇子、中臣鎌足に抹殺された。更に、654年（白雉4年）にはやはり姪孫にあたる孝徳天皇の崩御、658年（斉明天皇4年）には曾甥孫にあたる有間皇子の処刑、曾孫である建皇子の早世、661年（斉明天皇7年）には重祚していた斉明天皇の崩御と多くの近親者に先立たれ、白村江の戦いの敗戦直後、孫の葛城皇子（後の天智天皇）の正式な即位を見ないまま、664年に薨去した。なお、その時既に、玄孫にあたる大伯皇女・草壁皇子・大津皇子が誕生していた。

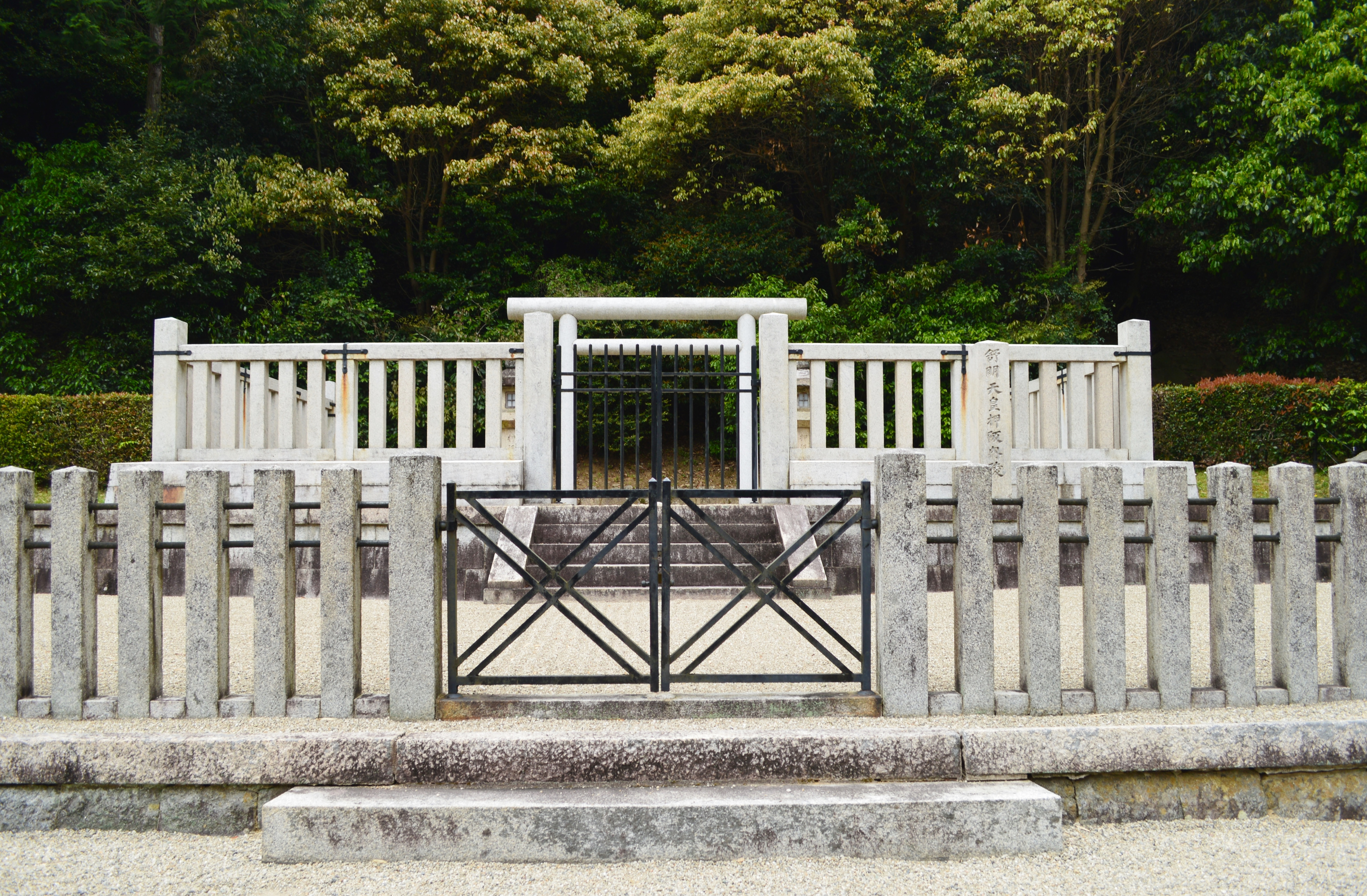
舒明天皇 押坂内陵・
糠手姫皇女 押坂陵
（奈良県桜井市）

享年は不明だが、長男である田村皇子の有力生年や、蘇我氏・物部氏の二頭体制から白村江の戦いまでを生きていることから、当時としては長寿を全うしたと思われる。なお、葛城皇子の祖母にあたり飛鳥嶋宮に住んだことから、嶋皇祖母命と称された。

## 御名
なお、彼女は前述どおり田村皇女との別名があるが、息子舒明天皇の御名“田村”は彼女のその別名をそのまま継承したものである。また、皇極・斉明天皇の宝皇女もその可能性が高いと平林章仁（大和高田市片塩中学校教諭）等は指摘している。宝（財）の名は古代においては反正天皇や仁賢天皇の皇女にその名が見え、また厩戸皇子の子にも財皇子がいたなど、珍しい名前ではなく、皇子女の養育に伴造直属の部下が担ったことから来ている。
「嶋皇祖母命」（諡か生前の尊号かは不明）については『万葉集』の歌人・中皇命（なかつすめらみこと、間人皇女か）から間人皇女の祖母の意味とも見られ、斉明天皇の母である「吉備島皇祖母命」（吉備姫王）も同様である。しかし皇極天皇が譲位後に称した「皇祖母尊」はこれとは異なる。いずれも「祖母」と表記し「みおや」と読むため様々な解釈が可能である。

## 系譜
- 父：敏達天皇
- 母：伊勢大鹿首小熊の女
- 同母姉妹：太姫皇女

- 夫：押坂彦人大兄皇子
  - 子：田村皇子（舒明天皇）、中津王、多良王

なお、母の父・伊勢大鹿首小熊については、延喜式から伊勢国に地盤を持つ豪族だったのではないかとの意見がある。